# سيد حسن أمين
سيد حسن أمين (بالفارسية: سید حسن امین) هو بروفيسور ومؤرخ ومترجم ومحامي وكاتب إيراني، ولد في 1 نوفمبر 1948 في سبزوار في إيران.